# Departement Santa Cruz
Santa Cruz je s rozlohou 370 621 km² největším departementem v Bolívii. Hlavním městem je Santa Cruz de la Sierra. Počet obyvatel je přibližně 3,12 milionu.
Departement se nachází ve východní části Bolívie. Velkou část jeho rozlohy zaujímají deštné pralesy, které se rozprostírají od And až po hranice s Brazílií. Hlavním odvětvím hospodářství v regionu je zemědělství. Nejdůležitějšími zemědělskými plodinami jsou cukrová třtina, bavlna, sója a rýže. V oblasti se nachází také ložiska zemního plynu a železné rudy.

## Administrativní členění

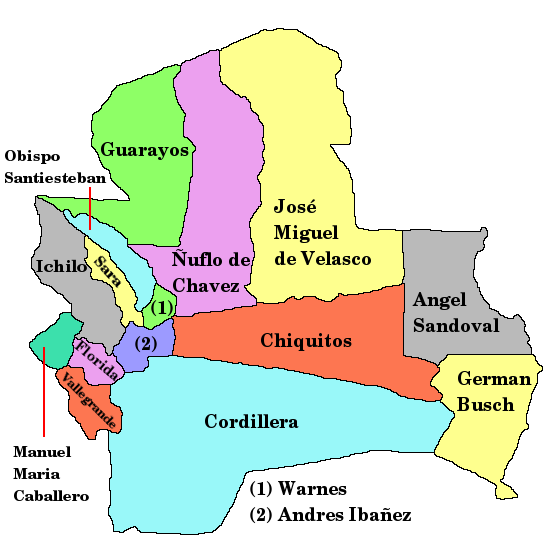
Provincie v departementu Santa Cruz

Departement Santa Cruz se člení na 15 provincií:
- Andrés Ibáñez
- Ignacio Warnes
- José Miguel de Velasco
- Ichilo
- Chiquitos
- Sara
- Cordillera
- Vallegrande
- Florida
- Obispo Santistevan
- Ñuflo de Chávez
- Ángel Sandoval
- Manuel María Caballero
- Germán Busch
- Guarayos